# 约翰·C·杨
约翰·克拉克·杨（英語：John Clarke Young；1803年8月12日—1857年6月23日），美国教育家和牧师，曾任肯塔基州中央学院校长。他毕业于狄金森学院和普林斯顿神学院。他于1828年在列克星敦开始他的宗教生涯。1830年，他接受了中央学院校长一职，并担任至1857年去世。他是该校任期最长的校长，也被评价为最优秀的校长之一。他在任内将学院的基金扩大至5倍以上。他上任初年的毕业人数为2名学生，但到了1857年已增加至47名。
杨在担任校长后仍致力于传教。1834年，他成为了第1长老宗教堂牧师。1852年，他建立了第2长老宗教堂。由于他在教会受人尊敬，所以在1853年当选长老宗大会主持人。他在担任主持人后发表了几篇布道和演讲，其中几篇讲述了禁酒课题以及支持逐步解放奴隶。
杨逝世后，学院为了纪念他，用他的名字命名许多事物。他有一位名为威廉·C·杨的儿子在日后成为了第8任中央学院校长。

## 早年生活和教育
约翰·克拉克·杨于1803年8月12日出生在格林卡斯尔。他的父亲老约翰·杨是牧师，母亲是玛丽·克拉克·杨。他是家中幼子和独子。杨幼年丧父，全靠母亲抚养长大，他的教育则由爷爷乔治·克拉克在家负责。
杨在踏入大学前，为了进入古典学校拜师约翰·博兰搬到了纽约市。博兰老师在纽约被评价为“杰出的老师”。他担任7届美国众议院书记官的叔叔马修·圣克莱尔·克拉克主动提出指导他从事法律专业，但被杨以子承父业为由拒绝。杨曾在哥伦比亚学院（现今的哥伦比亚大学）修读3年 ，后转学至家乡的狄金森学院。1823年，他以优异成绩毕业。毕业后的他返回纽约待了2年，在第1年里他来到一所古典学校教授代数，第2年转职成哥伦比亚大学的数学教授助理。1825年，他前往普林斯顿神学院深造，修读了3年神学。他主要是用苏格兰常识现实主义解读圣经。同时，他也在纽泽西学院（现今的普林斯顿大学）辅导学生。1828年，他从普林斯顿神学院毕业，获得了神学博士。

## 职业生涯

### 职业生涯早期

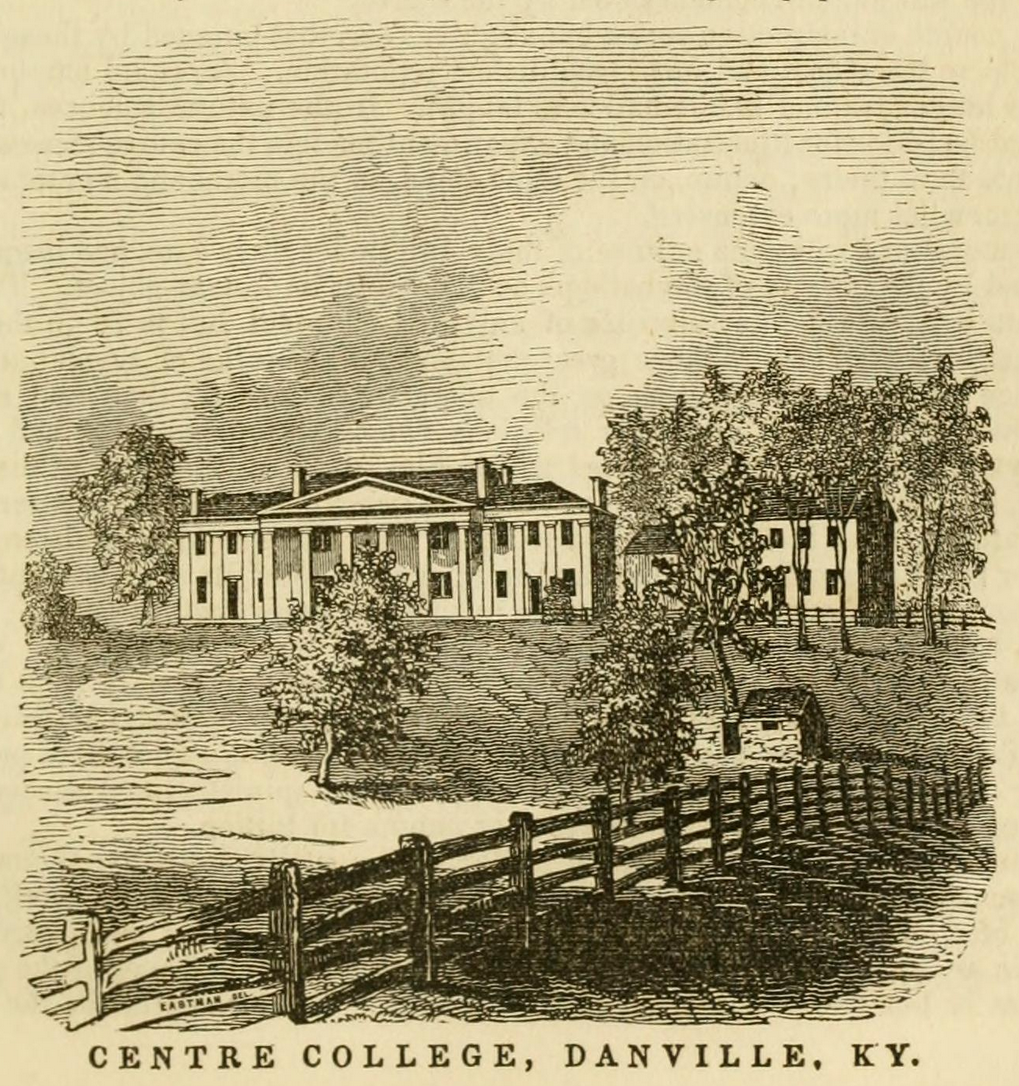
刘易斯·柯林斯在1847年绘制的中央学院画像，右边为校长家

1827年3月7日，杨从纽约长老教会手中得到了传教许可证。1828年，杨搬到列克星敦担任麦科德长老宗教堂 （现今的第2长老宗教堂）牧师。这座教堂是由詹姆斯·麦科德于1815年创立。后来他成为了丹维尔中央学院首任校长。
1830年10月，吉迪恩·布莱克本辞去中央学院校长职务。经普林斯顿神学院校长阿奇博尔德·亚历山大推荐的杨，成功获得学校董事一致同意，成为中央学院新校长。1830年11月18日，年仅27岁的杨正式就任第4任中央学院校长。

### 中央学院校长

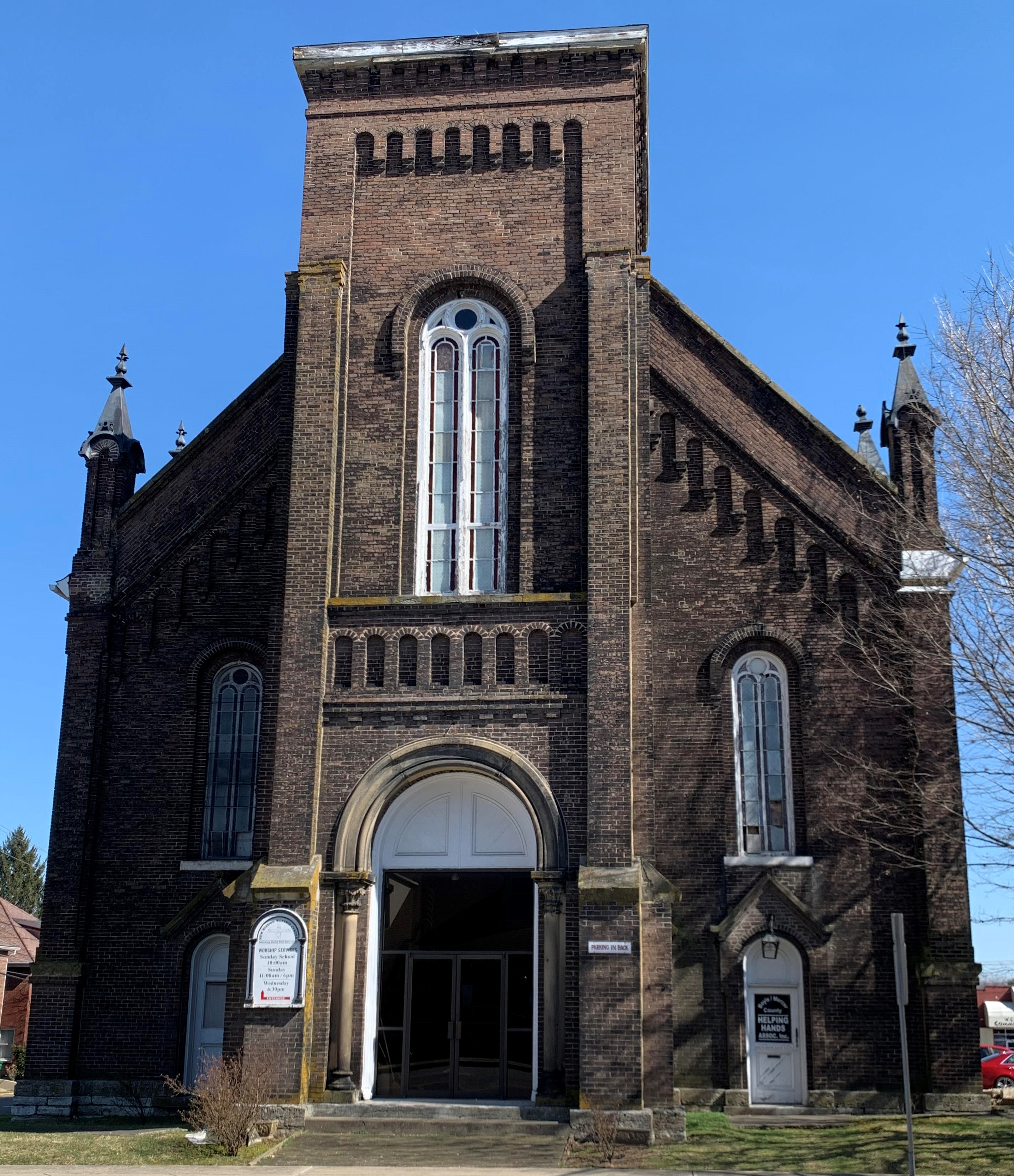
杨在1852年创立的第2长老宗教堂，已经在1969年关闭。

杨接手的中央学院被一位历史学家评价为“又小又穷”，这所学校在其11年的历史中仅毕业了24或25名学生。身为校长，他深知学院资金紧张，于是在上任之初便前往纽约筹资，他筹到6000美元（相当于2023年的$172,000）用作资助两名新教授。除此之外，他还从丹维尔和肯塔基州其他地区筹到了一些资金。杨在校内还充当逻辑和伦理学教授，倘若教师短缺他也会放下身缺亲自教导纯文学和政治经济学。他在担任校长的第一个学年结束后在1831年9月22日的毕业典礼向毕业生发表演讲。
在杨任内，学院的课程有古典学、数学、自然科学和历史。这些课程皆是在“基督教框架”下教学。杨也对学生的行为感到担忧，他在1845年递交给董事会报告中写道：学生酗酒现象加剧，学院的秩序也逐渐槽糕。杨在任职期间，成为了Beta Theta Pi成员。这种做法在当时十分常见。中央学院在杨任内毕业了许多著名校友，仅在1855年就出现了约翰·杨·布朗、托马斯·西奥多·克里滕登、博伊德·温彻斯特、威廉·坎贝尔·普雷斯顿·布雷肯里奇。除此之外，该校还出现约翰·C·布雷肯里奇（1838年）、约翰·克里斯蒂安·布利特（1849年）、约翰·马歇尔·哈伦（1850年）、安德鲁·菲尔普斯·麦考密克（1854年）等校友。

### 在长老宗活动
1834年，杨成为了第1长老宗教堂牧师，这座教堂经常服务学生和社区。他在群众深受欢迎，所以在他加入后教会规模迅速壮大。几年后，长老宗陷入老派新派神学之争。斗争的双方分别是支持加尔文主义的老派以及支持复兴布道会的新派。杨是老派一员，当时的肯塔基州教会会议、其他南方地区教会会议以及杨曾布道过的两间教堂也都保持老派教旨。大约在这个时侯，杨因为在丹维尔的表现而被邀请出任特兰西瓦尼亚大学校长，但他选择留在中央学院。1852年，由于教堂已满，为了容纳更多的礼拜学生，于是他建立了第2长老宗教堂。1969年，该教堂被腾空，教徒则加入了第1长老宗教堂。
1853年5月19日，杨以肯塔基州教会会议委员身份出席了在费城举行的老派长老宗大会。次日，杨成功在大会以251票比126票达到最低所需的票数赢得第一轮选举。《纽约时报》记者评价他在当主持人时能力出众。5月23日，他和其他来自肯塔基州教会会议的委员要求大会拨款6万美元（相当于2023年的$2,197,440），以便他们购买一块十英亩的土地和信托基金在西部建立神学院。1853年，这所学校在老中央学院开幕，名为丹维尔神学院。次年，这所学校迁往市中心的宪法广场。

## 个人生活與逝世

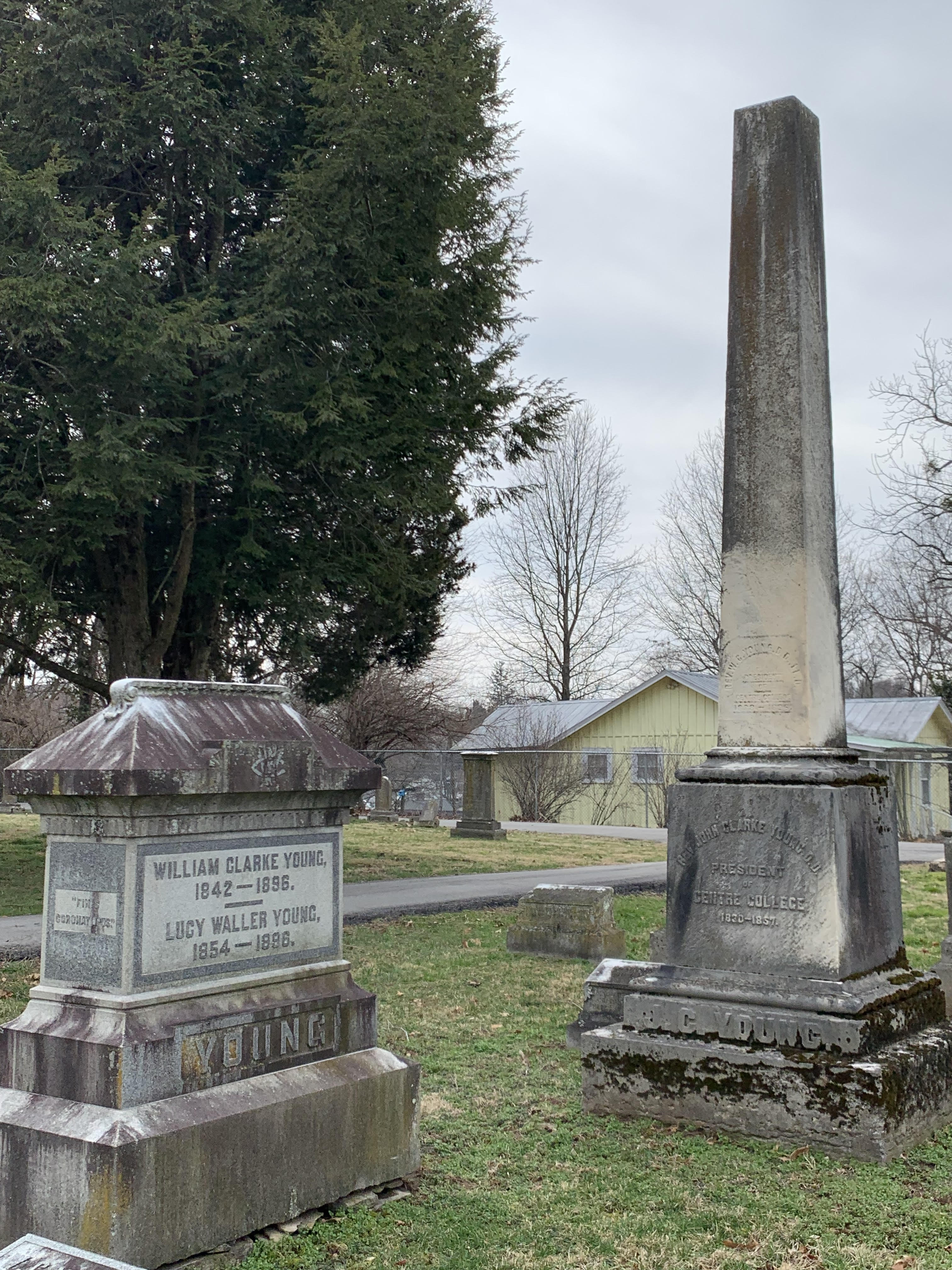
杨和他的儿子威廉在贝尔维公墓 (丹维尔)的墓碑。

1829年11月3日，杨与中央学院毕业生、日后副校长约翰·C·布雷肯里奇的姐姐弗朗西丝·布雷肯里奇结婚，二人育有四女。1837年11月2日，弗朗西丝逝世。1839年，他与参议员约翰·J·克里滕登之女科妮莉亚·克里滕登成婚，二人白头偕老。二人在1841年至1849年育有六子，其中最著名的是威廉·C·杨，他在1859年从中央学院毕业，后于1888年成为该校第8任校长。
晚年的杨病魔缠身，中央学院未来校长威廉·L·布雷肯里奇在1854年来到学院后写给父亲约翰·布雷肯里奇的信中提到除了杨博士气色不佳外，大伙看起来不错。1857年6月23日11点，约翰·C·杨逝世，享年53岁，死因为胃病引起的大出血。杨在去世时仍然在担任中央学院校长。在杨的葬礼上，罗伯特·杰斐逊·布雷肯里奇发表了悼词。葬礼结束后，杨的遗体被葬在贝尔维公墓，他的儿子威廉死后葬在杨周边。杨的继任者为刘易斯·W·格林，他在杨任内是学院的教职人员。1857年8月，格林当选校长，但到了隔年1月1日才正式就任。
杨去世前正在撰写《The Efficacy of Prayer》，The Evangelical Repository评价其为配得上这个主题和作者的作品。长老宗出版委员会在杨去世后发行了这部作品。杨在其一生中发表过许多演讲、文章和布道，其中几个演讲牵涉到了禁酒课题。在丹维尔神学院教授就职典礼上，他发布了一篇题为《拖延的罪恶、愚蠢与风险》的布道。
杨是逐步解放奴隶支持者，他曾在几次演讲中主张逐步解放奴隶比立刻废奴是更为温和及合理的选择。他曾在丹维尔、哈罗兹堡、加勒德县与长老宗律师乔治·布莱克本·金凯德、特兰西瓦尼亚大学校长詹姆斯·香农对废奴课题展开辩论。杨身为奴隶主也以身作则两次解放奴隶。1835年，杨加入了一个支持逐步解放奴隶的委员会，该委员会在教会会议上确立了此宗旨。他还支持将前奴隶运回非洲。1850年代，有四名黑人教徒在此计划下移民至利比里亚。他也就此课题发表多个演讲，如《Address to the Presbyterians of Kentucky, proposing a Plan for the Instruction and Emancipation of their Slaves》（1834年）和《The Doctrine of Immediate Emancipation Unsound》（1835年），并提议在1849年的州宪法增加逐步解放奴隶的规定。

## 纪念与评价

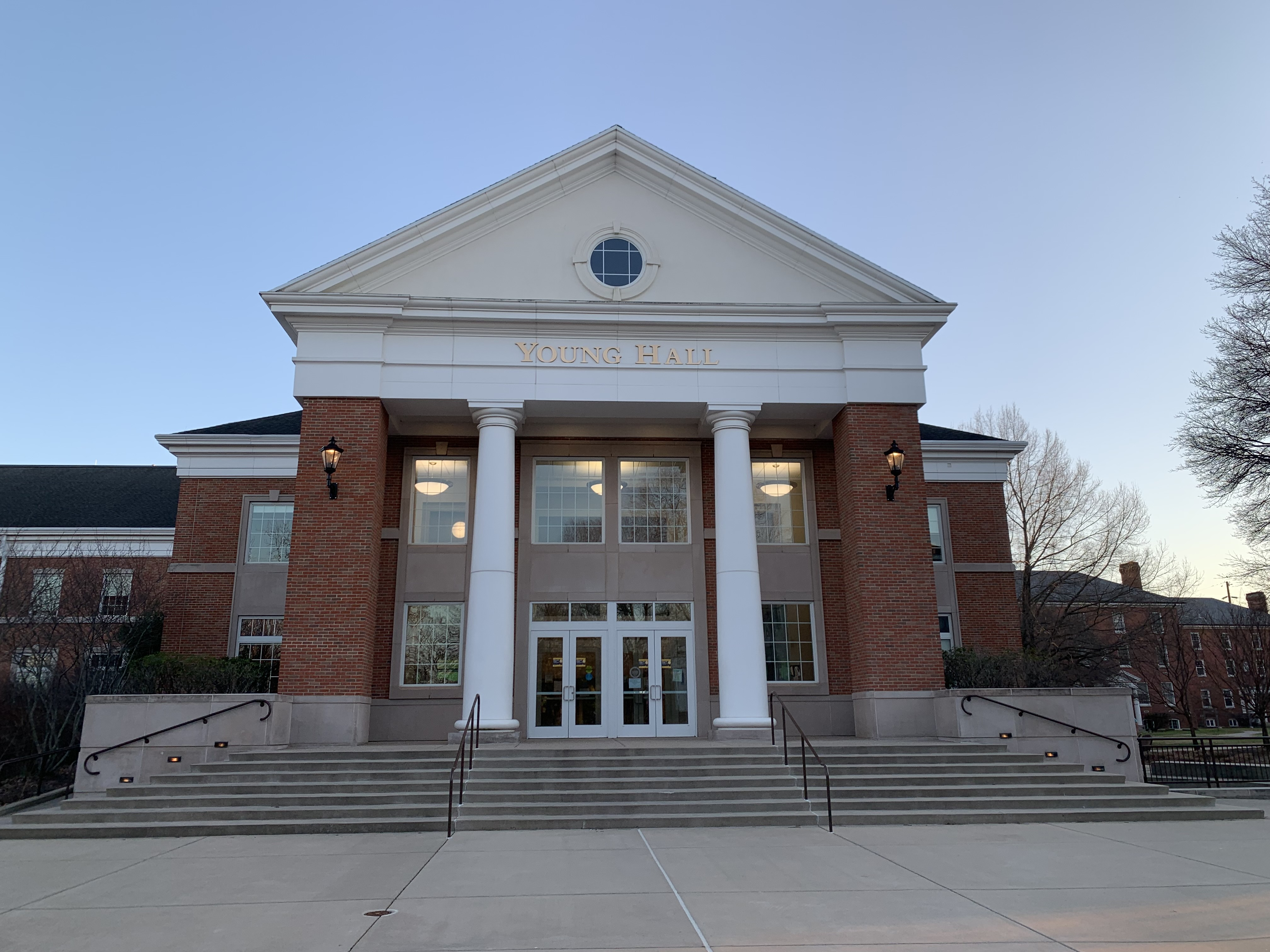
中央学院的杨大厅

1909年1月8日，以杨父子命名的杨纪念馆落成，这是该校首座完全用于科学的建筑物。纪念馆后来在被拆除的前几天被大火烧毁，学院在1970年3月21日建立新的杨大厅取代。该建筑后来进行了翻新，并在2011年10月21日大幅扩建。1989年，中央学院成立了约翰·C·杨荣誉项目，后改成学者项目，约翰·C·杨研讨会也是以他名字命名。 学者们会在研讨会上展示他们的研究成果。
许多中央学院历史学家认为他是学院最优秀的校长之一，他的政策在学院有着深远的影响。在他任内，学院的基金增长至十万美元（相当于2023年的$3,270,000），增长了5倍以上，入学人数也超过250人。杨逝世的1857年出现了47名毕业生，打破了当时的纪录。和他上任时的2人相比，已有非常大的提升。杨是中央学院任期最长的校长，共担任了27年，超过了托马斯·A·斯普拉根斯的24年（1957年至1981年）和约翰·A·劳什的22年（1998年至2020年）。

### 书籍
- Cooper, Joseph T.  XVI. Philadelphia, Pennsylvania: W.S. Young. 1857年6月: 715  [2022-02-26]. OCLC 768193860.
- Hill, Bob. Hardin, C. Thomas , 编. . 丹维尔: Centre College. 2009: 25–27. ISBN 978-0615211213. OCLC 457778960.
- Howard, Victor B. Tapp, Hambleton , 编. . Register of the Kentucky Historical Society. 1975年7月, 73 (3): 217–240. OCLC 5543248789.
- Lamb, James H. Brown, John Howard , 编.  VII. Boston, Massachusetts: James H. Lamb Company. 1900: 661  [2022-03-16]. OCLC 1298813334.
- Lewis, Alvin Fayette.  (PhD论文). Johns Hopkins University: 115–118. 1899  [2022-02-28]. OCLC 903860924.
- Merritt, Lindsay. . 查尔斯顿 (南卡罗来纳州): Arcadia Publishing. 2011: 52  [2022-03-16]. ISBN 978-0738587677. （原始内容存档于2023-01-21）.
- Przybyszewski, Linda. . Chapel Hill: University of North Carolina Press. 1999  [2022-03-30]. ISBN 978-1469649283. OCLC 876125218. （原始内容存档于2023-01-21）.
- Shepardson, Francis W. . Menasha, Wisconsin: George Banta Publishing Company. 1928  [2022-03-10]. （原始内容存档于2022-03-10）.
- Sprague, William Buell.  IX. New York: Robert Carter and Brothers. 1869: 44–46  [2022-02-27]. OCLC 680547952.
- Weston, William J. . 丹维尔: Centre College. 2019. ISBN 978-1694358639. OCLC 1142930784.
- Wright Jr., John D. . Lexington: University Press of Kentucky. 2014  [2022-03-29]. ISBN 978-0813191676. OCLC 960203188. （原始内容存档于2023-01-21）.

## 外部連結
- 维基共享资源上的相關多媒體資源：约翰·C·杨